# Verín
Verín è un comune spagnolo di 12 917 abitanti situato nella comunità autonoma della Galizia.